# سيربانو
سيربانو (بالفارسية: سیربانو) هي قرية تقع في Ahmadabad Rural District في إيران. يقدر عدد سكانها بـ 83 نسمة بحسب إحصاء 2016.